# Neidy Romero
Neidy Katherine Romero Mendoza (Ciudad Guayana, Venezuela, 14 de febrero de 1995) es una futbolista venezolana que juega como defensa. Ha formado parte de la selección femenina de Venezuela.

## Carrera internacional
Romero representó a Venezuela en el Campeonato Sudamericano Femenino Sub-20 de 2014. En categoría absoluta, disputó la Copa América Femenina 2014 y los Juegos Centroamericanos y del Caribe 2014.